# Irmão Lázaro
Antônio Lázaro Silva, mais conhecido como Irmão Lázaro (Salvador, 4 de novembro de 1966 – Feira de Santana, 19 de março de 2021), foi um cantor, compositor e político brasileiro filiado ao Partido Liberal (PL), eleito Deputado Federal pelo Estado da Bahia e membro da bancada evangélica. Licenciou-se do mandato a partir de 18 de abril de 2016, para assumir o cargo de Secretário Municipal de Relações Institucionais em Salvador. Em seu lugar foi empossado o suplente Luciano Braga, do PMB.
Como músico, Lázaro fez parte da banda Olodum e, mais tarde, se tornou um artista solo evangélico. Seu álbum Testemunho e Louvor, lançado em 2008, deu-lhe notoriedade como artista religioso por meio de músicas como "Meu Mestre", "Eu Te Amo Tanto" e "Eu Sou de Jesus", o que lhe rendeu 10 indicações ao Troféu Talento de 2009. Nos anos seguintes, liberou outros trabalhos, até seu registro final, o EP Entrega, lançado em 2019.
Irmão Lázaro tem dois livros publicados: Quem era eu, obra autobiográfica que conta a sua trajetória e testemunho de vida, do anonimato à fama, lançada no ano de 2012; e Virando a Página - Vivendo de maneira a agradar a Deus.
Morreu no dia 19 de março de 2021, devido a complicações da COVID-19.

## Carreira musical
Iniciou a carreira na música aos 18 anos, quando comprou seu primeiro violão. Poucos meses depois, dedicou-se ao baixo elétrico. Com passagens pelas bandas Terceiro Mundo e Cão de Raça, Lázaro ingressou no Olodum, grupo no qual ficou famoso através da canção I Miss Her, com letra em inglês. Após enfrentar problemas com drogas e com dores, Lázaro converteu-se à religião evangélica, passando a compor e cantar música cristã contemporânea.
Na nova fase da carreira lançou várias obras, entre elas em 2008, o álbum ao vivo Testemunho e Louvor, gravado na Igreja Batista Central, na cidade de Feira de Santana, que lhe deu notoriedade no segmento evangélico e 10 indicações ao Troféu Talento 2009 - incluindo uma indicação dupla na categoria Música do Ano com Eu Te Amo Tanto e Meu Mestre.
Em 2009, assinou com a gravadora Som Livre, pela qual lançou o álbum Vai Mudar. Em seguida, optou por seguir como artista independente com o trabalho ao vivo Um Sentimento Novo, ambos com desempenho comercial inferior a Testemunho e Louvor. Em abril de 2012, o cantor assinou com a gravadora Sony Music Brasil e, dois meses depois, lançou o disco Quem Era Eu, gravado ao vivo em Feira de Santana. Em 2013 o músico lançou Entre Amigos, cujo repertório foi contemplado por regravações com participações de Fernandinho, Damares, Regis Danese, Marquinhos Gomes, entre outros.
Além de flertar com gêneros como o axé, Lázaro também gravou músicas com sonoridades de forró eletrônico, arrocha e reggae nos seus álbuns sucessores, como O Mundo É Crazy (2014) e Vou Continuar Orando (2016). Seu último trabalho foi o EP Entrega, lançado em 2019.

## Carreira política
Em 2014 candidatou-se à Câmara dos Deputados, pelo PSC. Elegeu-se, sendo o terceiro mais votado do estado, com 161 438, ou 2,43% do total, passando a integrar a Bancada Evangélica do Congresso. No mesmo ano em entrevista ao jornal O Estado de S. Paulo, questionado a respeito da homofobia, declarou que se descreve conservador, mas que defende a liberdade individual. Em abril de 2016 foi anunciado que ele se licenciaria do mandato para assumir o cargo de Secretário de Relações Institucionais da prefeitura de Salvador onde coordenaria o projeto "Sua Vida Vai Mudar", com foco na recuperação de dependentes químicos, em substituição a Heber Santana, que pretendia se candidatar à reeleição como vereador na capital baiana.
No legislativo, integrou a Comissão de Defesa do Consumidor, Comissão de Defesa dos Direitos da Pessoa Idosa e a Comissão de Segurança Pública e Combate ao Crime Organizado e destinou mais de R$ 60 milhões em recursos e emendas para mais de 100 municípios baianos.
Em 2018, disputou uma cadeira no Senado Federal e obteve pelo PSC 1 830 581 votos, 15,37%, ficando em terceiro lugar, e, portanto, fora das duas vagas ao Senado.
No ano de 2020 Irmão Lázaro foi eleito vereador para sua cidade natal, Salvador, com 4 273 votos, assumindo o cargo em 1º de janeiro de 2021 até o dia 19 de março de 2021, quando faleceu, na cidade de Feira de Santana por complicações da COVID-19.

## Morte
Foi diagnosticado com a COVID-19 no dia 15 de fevereiro e desde então fazia o tratamento em casa. Entretanto, no dia 22 de fevereiro, ele sentiu desconforto, febre e procurou um médico. Ao chegar no hospital, foi comprovado que ele estava com metade dos pulmões comprometidos e por isso ficou internado, mas em leito clínico. Em 25 de fevereiro de 2021, em Feira de Santana, precisou ser transferido para uma Unidade de Terapia Intensiva (UTI). No mesmo dia em que foi internado na Unidade de Terapia Intensiva (UTI), ele seria transferido para outro hospital na capital baiana, Salvador, mas o médicos suspenderam a transferência por causa de seu frágil estado de saúde.
Após mais de um mês internado, no dia 19 de março de 2021, por volta das 18h00, por meio do Twitter, sua assessoria informou que o estado de saúde dele era frágil e delicado, e pediu por orações. Durante a noite, sua filha confirmou por meio de uma publicação no Instagram que ele havia falecido. Na rede social ela escreveu "Hoje a pessoa mais importante da minha vida se foi, o homem que eu mais amei e continuarei amando o resto da vida".

## Discografia
- 2000: Deus É fiel
- 2001: Te Agradeço Senhor
- 2004: Conte a Deus
- 2006: Meu Mestre
- 2008: Testemunho e Louvor
- 2009: Vai Mudar
- 2010: Um Sentimento Novo
- 2012: Quem Era Eu
- 2013: Entre Amigos
- 2014: O Mundo É Crazy
- 2015: Só Deus
- 2016: Vou Continuar Orando
- 2017: Filho Chora e Mãe Não Vê
- 2019: Entrega

### Videografia
- 2007: Testemunho e Louvor (Eu Te Amo Tanto) - Gravado na Igreja Batista Central, Feira de Santana[24]
- 2010: Um Sentimento Novo - Gravado ao vivo na Igreja Assembleia de Deus, Feira de Santana[25]